# میسون ویلیامز
میسون ویلیامز (به انگلیسی: Mason Williams) (زاده ۲۴ اوت ۱۹۳۸) گیتارنواز ، آهنگساز آمریکایی است.